# Юбилейное сельское поселение (Марий Эл)
Юбилейное сельское поселение — муниципальное образование (сельское поселение) в составе Медведевского района Марий Эл Российской Федерации.
Административный центр и единственный населённый пункт поселения — посёлок Юбилейный.

## История
Статус и границы сельского поселения установлены Законом Республики Марий Эл от 18 июня 2004 года № 15-З «О статусе, границах и составе муниципальных районов, городских округов в Республике Марий Эл».

## Население
| 2010  | 2011  | 2012  | 2013  | 2014  | 2015  | 2016  |
| ----- | ----- | ----- | ----- | ----- | ----- | ----- |
| 1614  | ↗1617 | ↗1621 | ↘1591 | ↗1594 | ↘1567 | ↘1537 |
| 2017  | 2018  | 2019  | 2020  | 2021  | 2023  |       |
| ↘1534 | ↘1522 | ↘1511 | ↘1503 | ↘1192 | ↘1150 |       |

## Состав поселения
В состав сельского поселения входит единственный посёлок Юбилейный.